# Ningen kaika
Ningen kaika (jap. 人間開花) – ósmy album studyjny japońskiego zespołu Radwimps, wydany w Japonii 25 listopada 2016 roku przez EMI Music Japan. Zadebiutował na 1 pozycji w rankingu Oricon i pozostał na liście przez 49 tygodni.
Album został wydany w dwóch edycjach: regularnej i limitowanej. Sprzedał się w nakładzie 308 307 egzemplarzy i zdobył status platynowej płyty. 22 lutego 2017 roku album został wydany na płycie gramofonowej.
Płytę promowała trasa koncertowa „Human Bloom Tour 2017”, która objęła 21 występów w 12 obiektach.

## Lista utworów
Tekst i kompozycja: Yōjirō Noda; aranżacja: RADWIMPS.
| CD  | CD                                                            | CD      |
| Nr  | Tytuł utworu                                                  | Długość |
| --- | ------------------------------------------------------------- | ------- |
| 1.  | „Lights go out”                                               | 2:58    |
| 2.  | „Hikari” (jap. 光)                                            | 4:00    |
| 3.  | „AADAAKOODAA”                                                 | 3:05    |
| 4.  | „Toaru haru no hi” (jap. トアルハルノヒ)                      | 5:37    |
| 5.  | „Zenzenzense [original ver.]” (jap. 前前前世 [original ver.]) | 4:35    |
| 6.  | „‘I’ Novel”                                                   | 5:57    |
| 7.  | „Ame no hi ni kiku” (jap. アメノヒニキク)                     | 5:38    |
| 8.  | „Shūkan Shōnen Jump” (jap. 週刊少年ジャンプ)                  | 5:51    |
| 9.  | „Bōningen” (jap. 棒人間)                                      | 4:43    |
| 10. | „Kigō toshite” (jap. 記号として)                              | 5:13    |
| 11. | „Hitoboshi” (jap. ヒトボシ)                                   | 4:19    |
| 12. | „Sparkle [original ver.]” (jap. スパークル [original ver.])   | 6:48    |
| 13. | „Bring me the morning”                                        | 0:54    |
| 14. | „O&O”                                                         | 4:33    |
| 15. | „Kokuhaku” (jap. 告白)                                        | 6:41    |

## Notowania
| Lista                            | Pozycja |
| -------------------------------- | ------- |
| Oricon Weekly Album Chart        | 1       |
| Billboard Japan Top Albums Sales | 1       |
| Billboard Japan Hot Albums       | 1       |